# Elsie Attenhofer
Elsie Attenhofer (* 21. Februar 1909 als Elisabeth Attenhofer in Lugano; † 16. September 1999 in Bassersdorf) war eine Schweizer Kabarettistin, Schauspielerin, Schriftstellerin und Diseuse.

## Leben
Elisabeth Attenhofer war die Tochter von Max Attenhofer und Emmy geb. Landgraf. Im Jahr 1934 stiess sie zum Cabaret Cornichon, das wegen seiner bissigen Satire in der gesamten Schweiz berühmt war. Ihre Bühnenpartner waren u. a. Max Werner Lenz und Voli Geiler. Sie blieb bis 1942 ein wichtiges Mitglied dieser Truppe. Sie hatte zudem Auftritte am Stadttheater Basel und eigene Chanson-Abende.
Elsie Attenhofer arbeitete auch als Bildhauerin. Sie schuf unter anderem eine – verschollene – fast drei Meter hohe Josephsfigur aus rötlichem Ton, die im Garten des Mietshauses ihrer Eltern stand. Thomas Mann, der von ihrer Arbeit daran erfahren hatte, besuchte sie im August 1934 in ihrem Atelier. Er schlug ihr vor, das Werk in eine Statuette umzusetzen, sie griff den Vorschlag auf. Ein literarisches Denkmal setzte Mann ihr in der Figur der Marie Godeau in Doktor Faustus, die Attribute aus dem Leben der protestantischen Künstlerin aufweist. Mann bekannte 1950 in einem Brief: «Ich war verliebt in sie zur Maienzeit meiner 60 Jahre!»
1940 heiratete Attenhofer den Germanisten und Mittelschullehrer Karl Schmid. Aus der Ehe gingen ein Sohn (Christoph) und eine Tochter (Regine) hervor, geboren 1942 und 1943. Sie erhielt 1976 den Kulturförderungspreis des Kantons Zürich und 1977 den Ida-Somazzi-Preis. Im Jahr 1978 gründete sich das Cabaret Sanduhr. In ihrem 1989 erschienenen Erinnerungsband Réserve du Patron führt Attenhofer mit ihrem verstorbenen Mann ein imaginäres Gespräch über ihr Leben.
1988 wurde ihr der Schweizer Kabarett-Preis der Oltner Kabarett-Tage verliehen, der in Anlehnung an ihr altes Ensemble «Cornichon» genannt wird. Im Jahr 1990 wurde sie mit dem Oberrheinischen Kulturpreis der Johann Wolfgang von Goethe-Stiftung in Basel ausgezeichnet; 1998 wurde ihr die Goldene Ehrenmedaille des Kantons Zürich verliehen.
Weniger bekannt ist, dass Elsie Attenhofer eine der ersten Pilotinnen der Schweiz war. Sie erwarb ihr Fliegerbrevet im Jahr 1931.

## Filmografie
- 1935: Jä-soo!
- 1935: Zyt isch Gäld
- 1938: Füsilier Wipf
- 1940: Die missbrauchten Liebesbriefe
- 1940: Fräulein Huser
- 1952: Heidi
- 1955: Heidi und Peter
- 1957: Der kühne Schwimmer

## Werke
- 1945 Wer wirft den ersten Stein? Zeitstück in 4 Akten. Artemis-Verlag, Zürich 1945.
- 1959 Die Lady mit der Lampe.
- 1959 Kennen Sie Overbeck?
- 1969 Der grüne Eimer. Kom. 1969.
- 1975 Cornichon. Erinnerungen an ein Cabaret. Benteli Verlag, Bern 1975, ISBN 3-7165-0040-2.
- 1981 Der Flug um die goldene Mücke. Erlebte Geschichten. Reinhardt, Basel 1981.
- 1989 Réserve du Patron. Rothenhäusler, Stäfa 1989.